# Kaiserparagraph
Der so genannte Kaiserparagraph ist § 1588 des deutschen BGB.
Er ordnet an, dass „die kirchlichen Verpflichtungen in Ansehung der Ehe“ durch die Vorschriften des Abschnitts 1 des Familienrechts („Bürgerliche Ehe“) nicht berührt werden. Das staatliche Familienrecht will also – und darf wegen des Selbstbestimmungsrechts – nicht das kirchliche Eherecht regeln.
Da sich bereits aus der Überschrift des Abschnitts ergibt, dass nur das Recht der bürgerlichen Ehe berührt wird, hat der Paragraph einen rein deklaratorischen Charakter. Die Bestimmung geht auf § 82 Reichsgesetz über die Beurkundung des Personenstands und die Eheschließung von 1875 zurück. Sie steht in enger Beziehung zum Verbot der religiösen Voraustrauung.
Woher der Name Kaiserparagraph stammt, wird unterschiedlich begründet. Teils weist man auf Mt 22,21  („gebt dem Kaiser, was des Kaisers ist, und Gott, was Gottes ist“) hin, teils wird berichtet, der Paragraph sei auf Vorschlag Kaiser Wilhelms I., damals Oberhaupt der evangelischen Kirche in Preußen, ins Personenstandsgesetz aufgenommen und später ins BGB übernommen worden.
§ 1588 ist der letzte Paragraph des Abschnitts über das Eherecht und der einzige des Titels 8 („Kirchliche Verpflichtungen“). Er ist der einzige Paragraph des BGB, der im Zuge der Schuldrechtsmodernisierung keine amtliche Überschrift erhalten hat.